# ドリームランド (ロバート・プラントのアルバム)
『ドリームランド』(Dreamland)は、ロバート・プラントが2002年に発表したスタジオ・アルバム。ジミー・ペイジと連名のライヴ・アルバム『ノー・クォーター』（1994年）及びスタジオ・アルバム『ウォーキング・イントゥ・クラークスデイル』（1998年）を挟んで発表された作品で、9年振りのソロ・アルバム。

## 背景
プラントが2001年に結成したバンド「ストレンジ・センセーション」のメンバーと共に制作された。収録曲の半数以上がカヴァー曲で、「ファニー・イン・マイ・マインド（アイ・ビリーヴ・アイム・フィクシン・トゥ・ダイ）」はブッカ・ホワイトの楽曲「Fixin' to Die Blues」をアレンジしたもの。「ウィン・マイ・トレイン・フェア・ホーム（イフ・アイ・エヴァー・ゲット・ラッキー）」は、ストレンジ・センセーションのメンバー6人の共作としてクレジットされているが、アーサー・クルーダップの「If I Ever Get Lucky」、ロバート・ジョンソンの「Milk Cow's Calf Blues」、ジョン・リー・フッカーの「Crawlin' King Snake」、そしてクルーダップの「That's Alright Mama」の4曲が引用されており、アルバムのクレジットには、それらの曲のパブリッシャーが明記されている。
当初は『ヘッド・ファースト』というタイトルになる予定だったが、最終的には『ドリームランド』に変更された。収録曲のうち「モーニング・デュー」と「ダークネス・ダークネス」にはミュージック・ビデオも作られた。

## 評価
第45回グラミー賞では本作が最優秀ロック・アルバム賞にノミネートされ、収録曲「ダークネス・ダークネス」が最優秀男性ロック・ボーカル・パフォーマンス賞にノミネートされた。

## 収録曲
特記なき楽曲はロバート・プラント、ジャスティン・アダムス、クライヴ・ディーマー、ジョン・バゴット、チャーリー・ジョーンズ、ポール・トンプソンの共作。
1. ファニー・イン・マイ・マインド（アイ・ビリーヴ・アイム・フィクシン・トゥ・ダイ） - "Funny in My Mind (I Believe I'm Fixin' to Die)" (Bukka White, Robert Plant, Justin Adams, Clive Deamer, John Baggot, Charlie Jones, Porl Thompson) - 4:44
2. モーニング・デュー - "Morning Dew" (Bonnie Dobson, Tim Rose) - 4:24
3. ワン・モア・カップ・オブ・コーヒー - "One More Cup of Coffee" (Bob Dylan) - 4:01
4. ラスト・タイム・アイ・ソー・ハー - "Last Time I Saw Her" - 4:39
5. ソング・トゥ・ザ・サイレン - "Song to the Siren" (Tim Buckley, Larry Beckett) - 5:52
6. ウィン・マイ・トレイン・フェア・ホーム（イフ・アイ・エヴァー・ゲット・ラッキー） - "Win My Train Fare Home (If I Ever Get Lucky)" - 6:01
7. ダークネス・ダークネス - "Darkness Darkness" (Jesse Colin Young) - 7:08
8. レッド・ドレス - "Red Dress" - 5:21
9. ヘイ・ジョー - "Hey Joe" (Billy Roberts) - 7:02
10. スキップズ・ソング - "Skip's Song" (Skip Spence) - 4:45

### ボーナス・トラック
イギリス盤及び日本盤CDに収録。
1. ダート・イン・ア・ホール - "Dirt in a Hole" - 4:46

## 参加ミュージシャン
- ロバート・プラント - ボーカル
- ジョン・バゴット - キーボード、ストリングス・アレンジ
- ポール・トンプソン - ギター
- ジャスティン・アダムス - ギター、ギンブリ、ダラブッカ
- チャーリー・ジョーンズ - ベース
- クライヴ・ディーマー - ドラムス

アディショナル・ミュージシャン
- B.J.コール - ペダル・スティール(#5)
- Raj Das - バッキング・ボーカル
- May Clee Cadman - バッキング・ボーカル
- Ginny Clee - バッキング・ボーカル